# Jean Jacques Henner
Jean Jacques Henner (francès: Jean-Jacques Henner)  (Bernwiller, 15 de març de 1829 - París, 23 de juliol de 1905) va ser un pintor francès, conegut pel seu ús del sfumato i el clarobscur en la pintura de nus, temes religiosos i retrats.

## Biografia

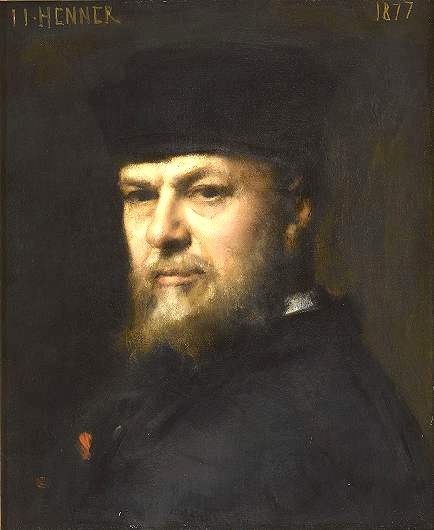
Self-portrait, 1877

Henner va néixer a Bernwiller (Alsàcia). Va començar els seus estudis d'art com a deixeble de Michel Martin Drolling i François-Édouard Picot. El 1848, va ingressar a l'École des Beaux Arts de París i va rebre el Prix de Rome amb una pintura d’Adam i Eva trobant el cos d'Abel el 1858. A Roma, va ser guiat per Flandrin, i va pintar quatre quadres per a la galeria de Colmar entre altres obres.
Va exposar per primera vegada Bather Asleep al Saló el 1863 i posteriorment va col·laborar amb Caste Susanna (1865), ara al Museu d'Orsay. Altres obres destacades inclouen: Byblis transformada en una Font (1867); La Magdalena (1878); Retrat de M. Hayem (1878); Crist sepultat (1879); Sant Jeroni (1881); Bara (1882); Herodies (1887); Un estudi (1891); Crist al sudari i un retrat de Carolus-Duran (1896); un Retrat de Mlle Fouquier (1897); i El somni (1900).
El levita de la tribu d'Efraïm (1898) va rebre una medalla de primera classe. Entre altres distincions professionals, Henner també va guanyar un Gran Premi de pintura a l'Exposició Universal de París de 1900. Va ser batejat cavaller de la Legió d'Honor el 1873, oficial el 1878 i comandant el 1889. El 1889, va succeir a Cabanel a l'Institut de França. L'obra més coneguda de Henner és la seva pintura de 1885 de Santa Fabiola. Tot i que l'original ara s'ha perdut, va ser copiat per artistes de tot el món amb finalitats devocionals. L'artista Francis Alÿs ha recopilat més de 500 còpies de la pintura en diversos mitjans. La col·lecció es coneix com el Projecte Fabiola.
Henner va morir als 76 anys a París.

## Alumnes

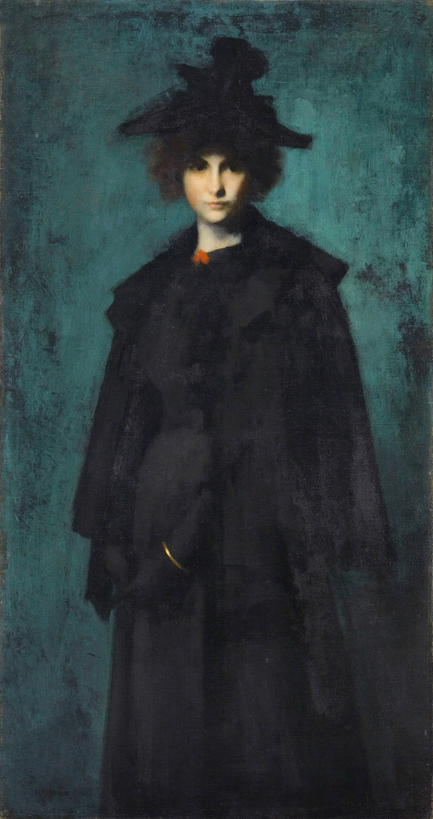
Retrat de Laura Leroux de Henner, 1898, Museu d'Orsay, París.

Henner va tenir nombrosos alumnes; entre ells hi havia la pintora nord-americana Mathilde Mueden Leisenring i l'artista romanès Dimitrie Serafim. De 1874 a 1889 va ensenyar a l'estudi de les dames, organitzat amb Carolus-Duran, en una època en què les dones no tenien accés a l'École des Beaux-Arts. Alguns d'aquests estudiants també li van servir de models. Una d'aquestes va ser Dorothy Tennant, que més tard es va casar amb Henry Morton Stanley. Una altra va ser Laura Leroux-Revault, filla del seu íntim amic Héctor Leroux; El retrat de cos sencer de Henner de Laura Leroux ara al Museu d'Orsay es va mostrar al Saló de París de 1898 i va ser comprat per l'Estat francès.
Una altra alumne va ser Elizabeth Snowden Nichols Watrous (1858–1921), més tard esposa de l'artista Harry Watrous. Henner va regalar a la parella una pintura quan es van casar el 1887.
Suzanne Valadon (1865–1938) també va treballar com una de les seves models.

## Galeria

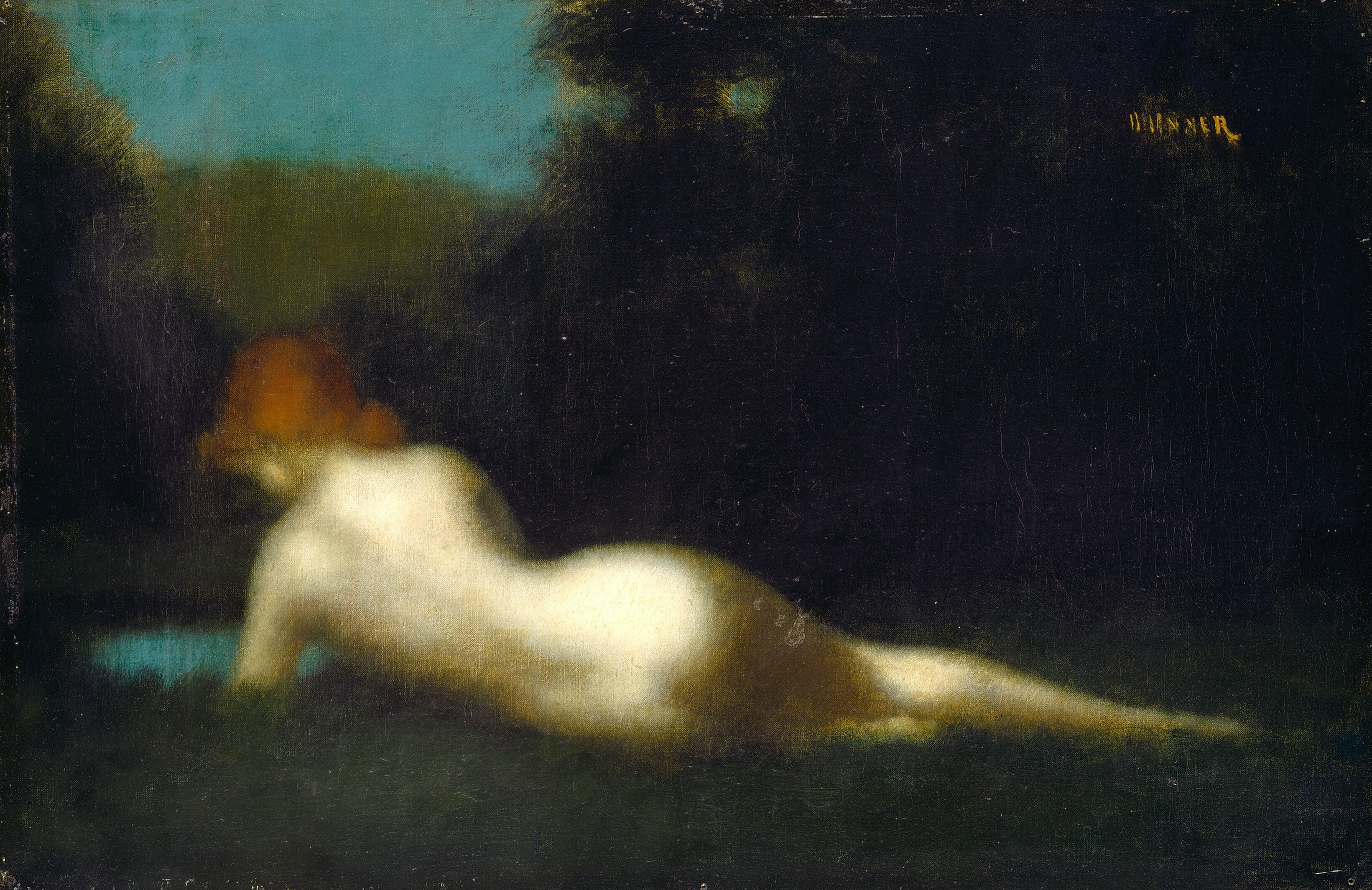
Nu reclinat, National Gallery of Art, Washington, D.C.
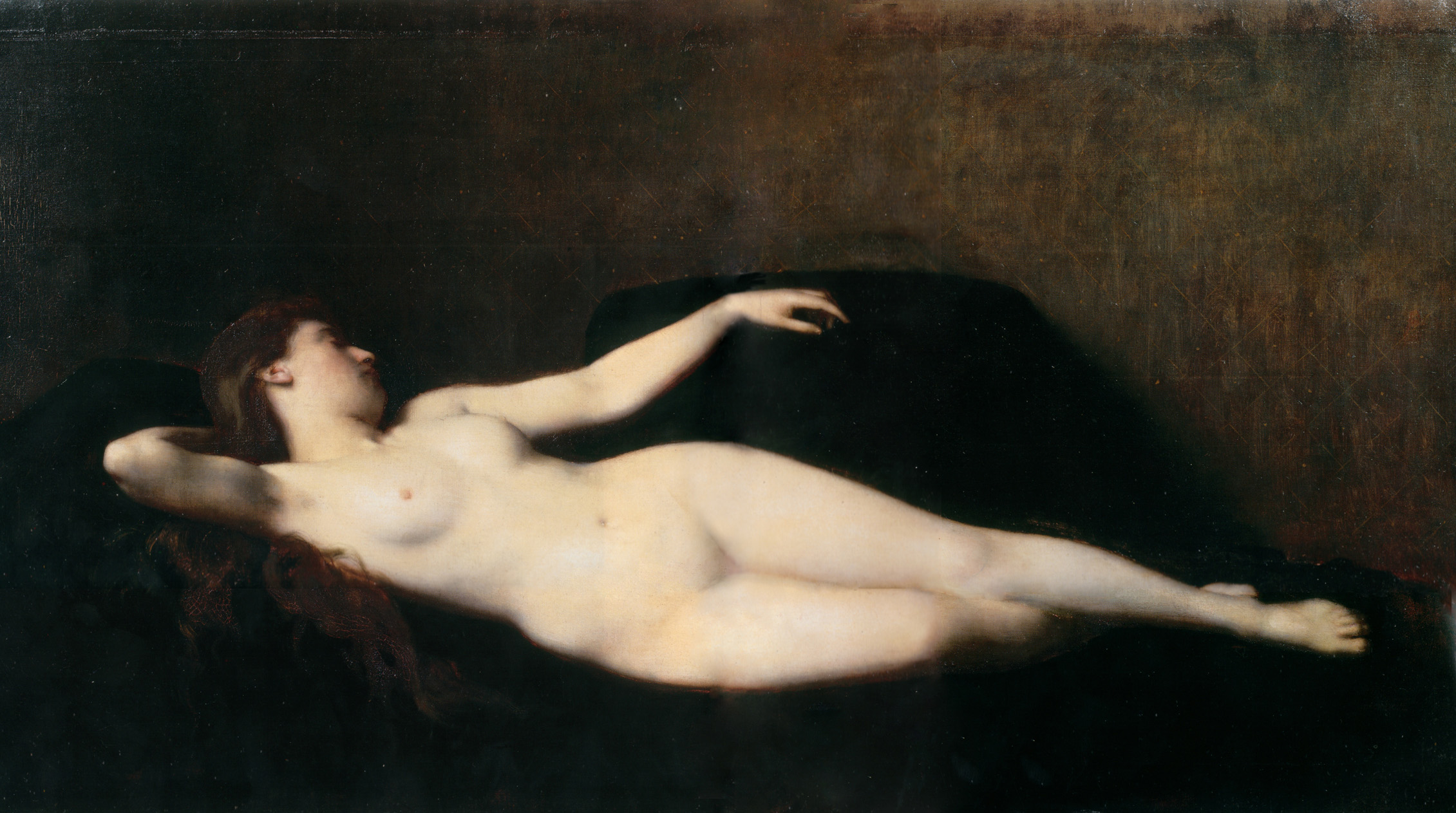
Dona en un divan negre, Musée des Beaux-Arts, Mülhausen
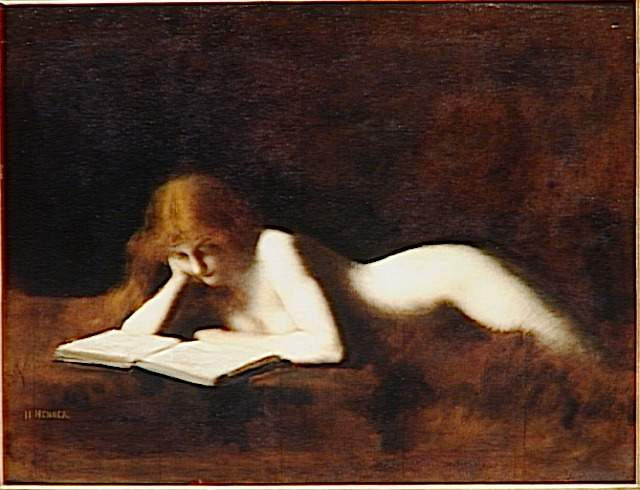
La llisa, Museu d'Orsay, Paris
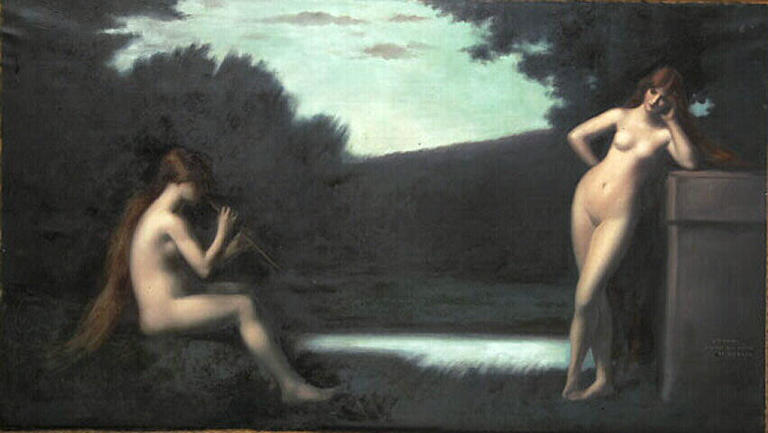
Nus femenins Museu d'Orsay, Paris
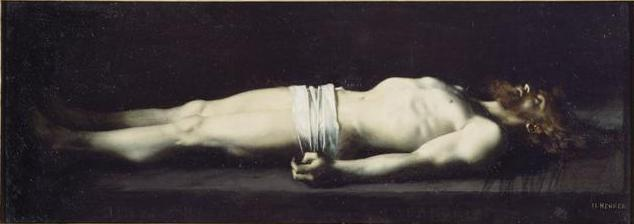
Jésus au tombeau Museu d'Orsay, Paris
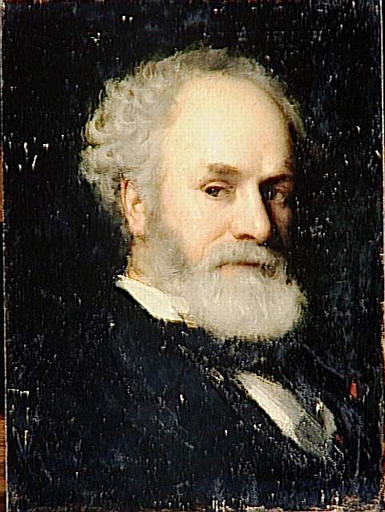
Pierre Janssen Museu d'Orsay, Paris
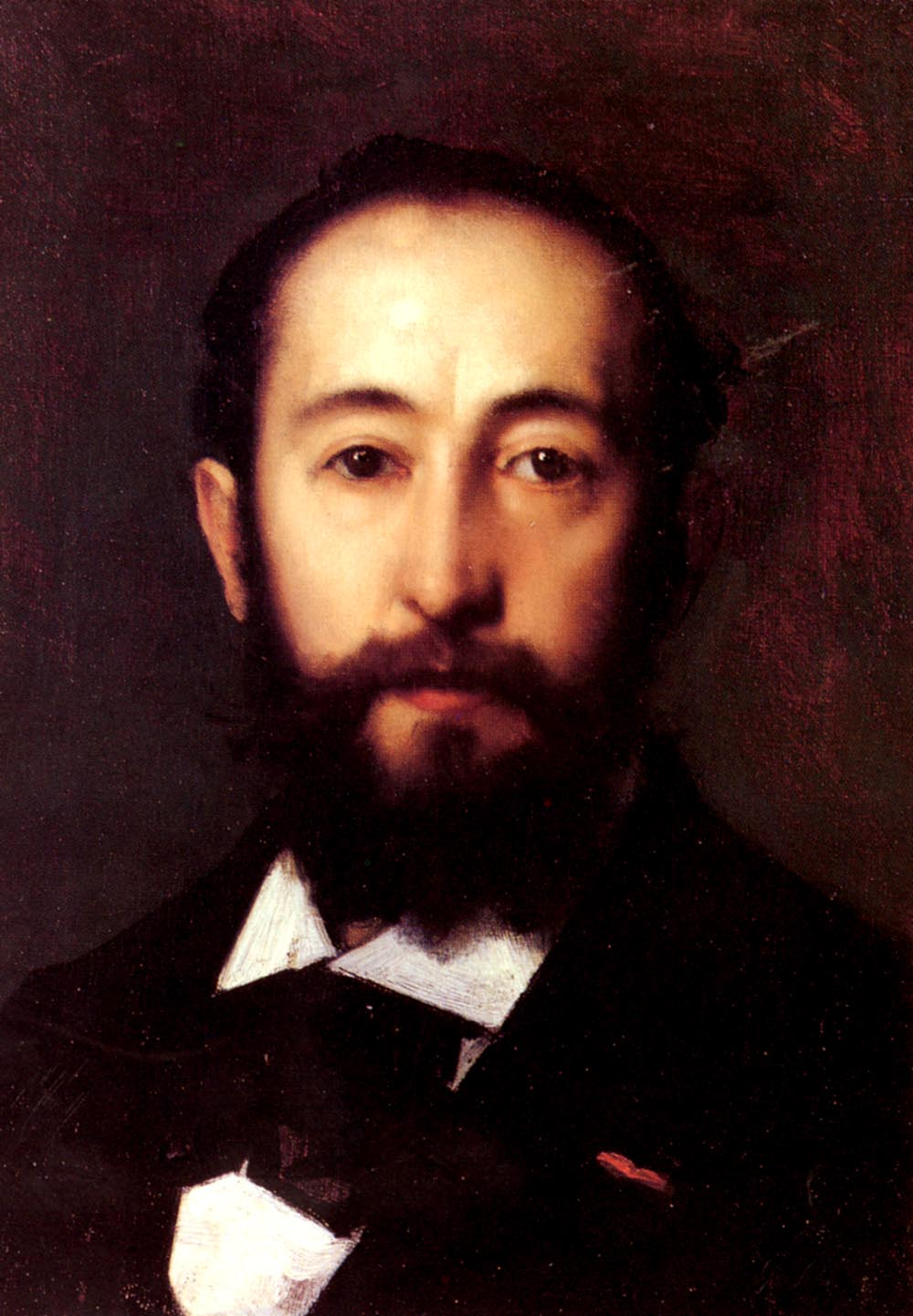
Retrat d'home Museu d'Orsay, Paris
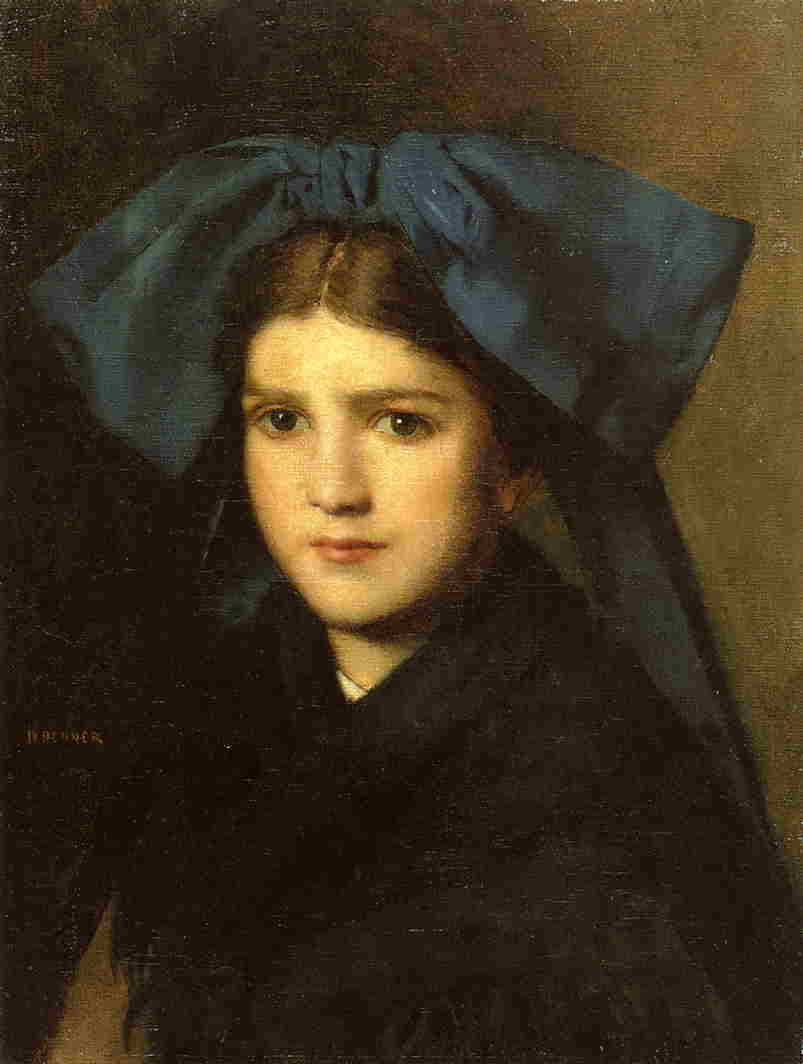
Retrat d'una noia amb un llaç als cabells, col·lecció privada
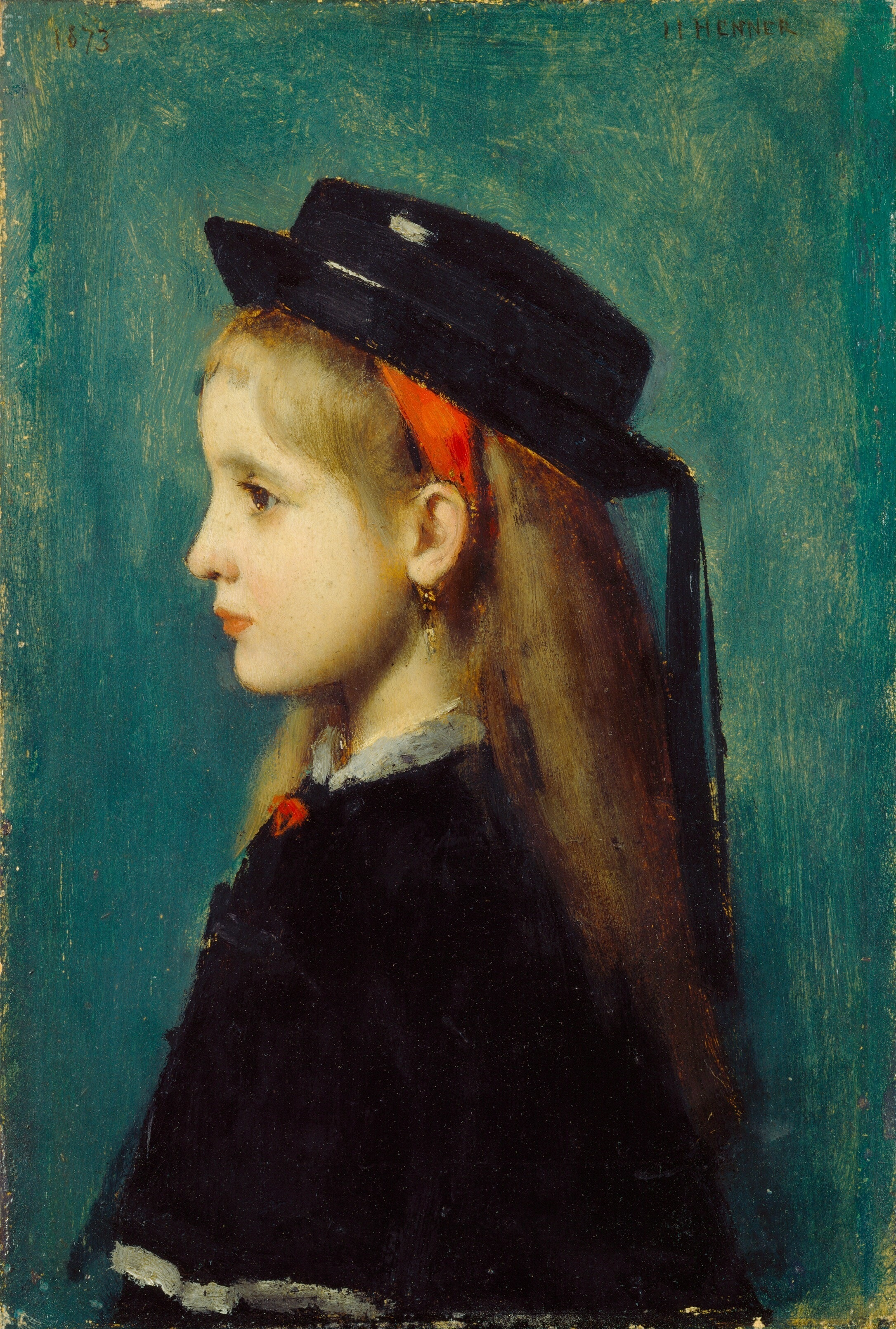
Noia alsaciana, National Gallery of Art, Washington, D.C.
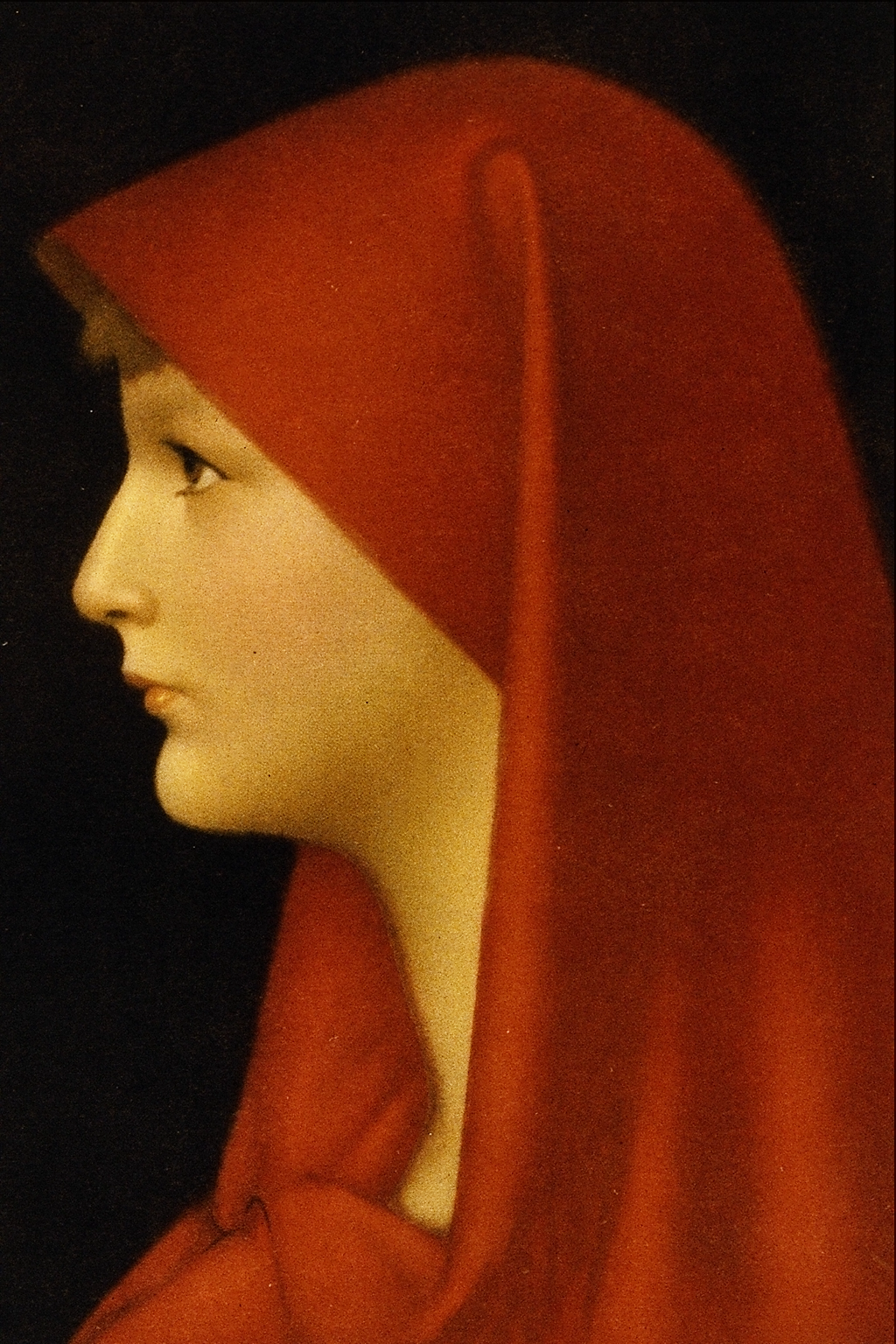
Fabiola de Roma còpia de l'original perdut
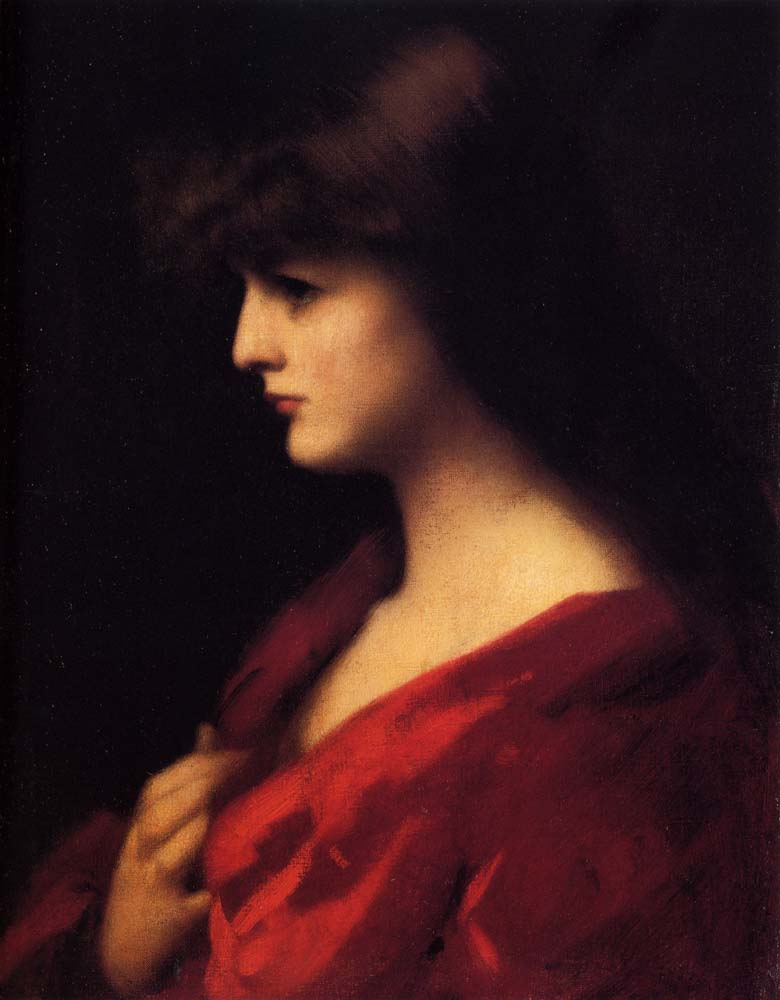
Estudi d'una dona de vermell, Hermitage, St. Petersburg, Rússia
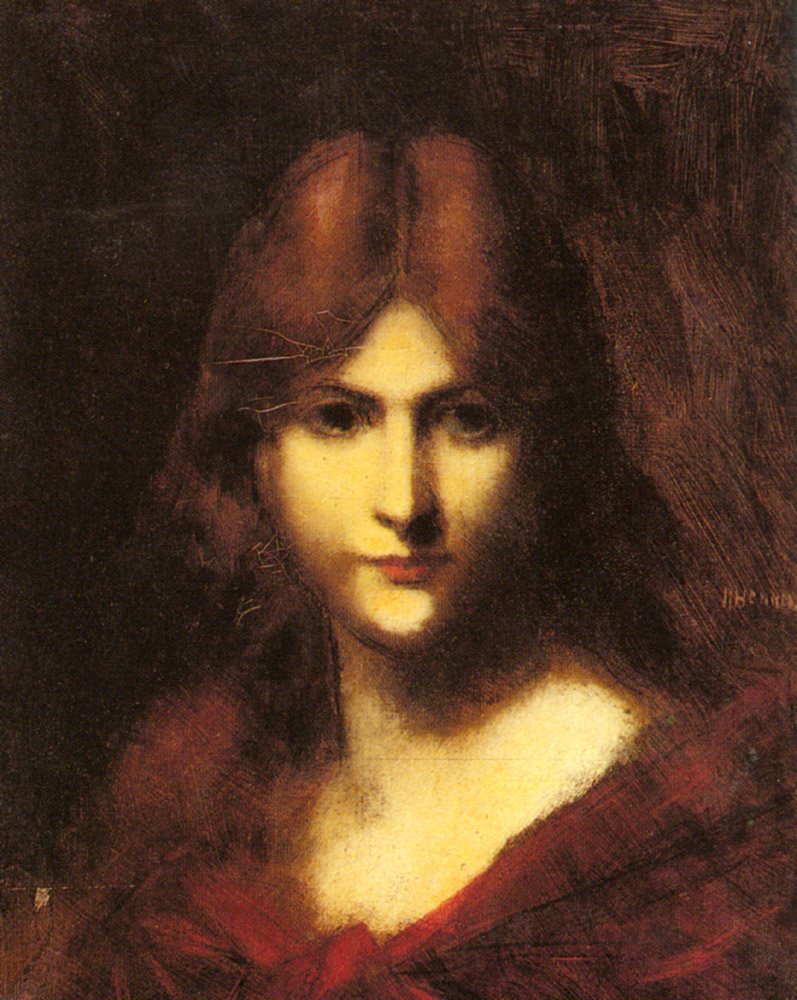
Una bellesa pèl-roja, col·lecció privada
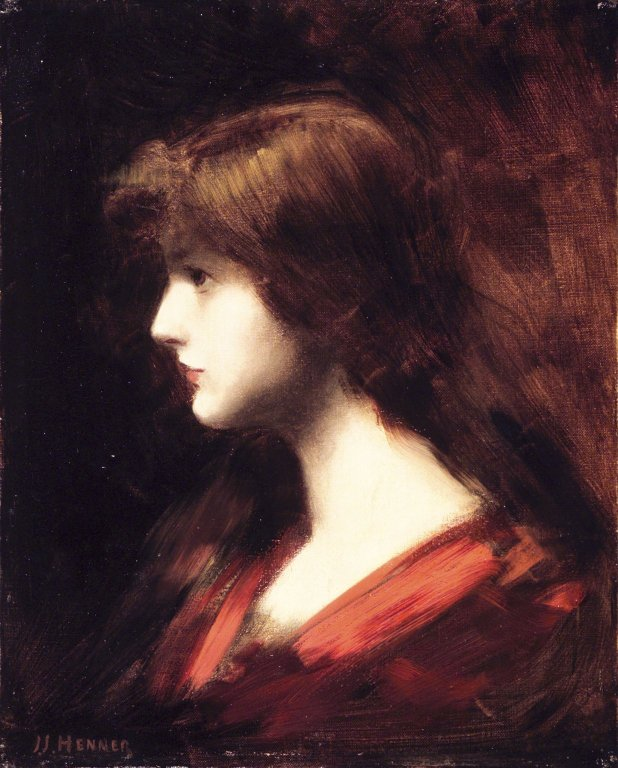
Cap de noia - Museu de Brooklyn
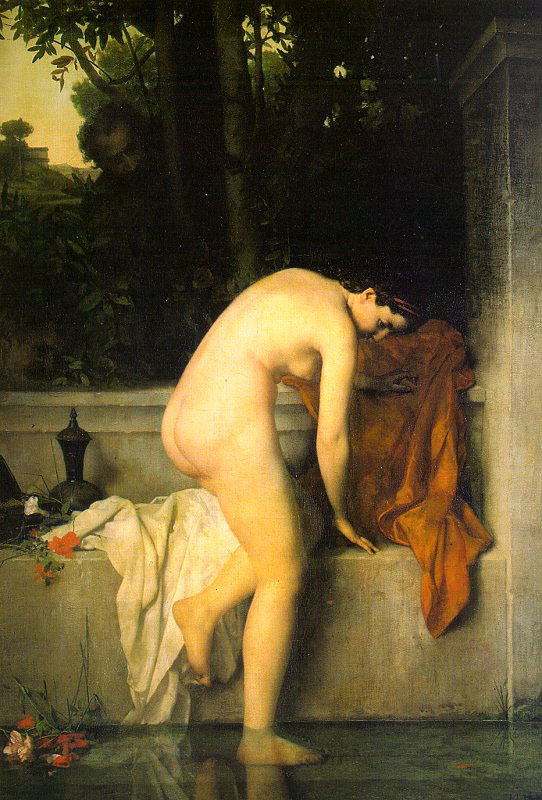
La casta Susannah Museu d'Orsay, Paris
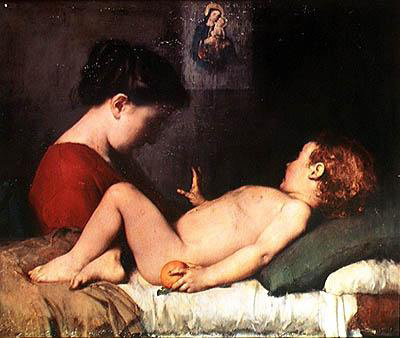
El despertar del nen Museu de Belles Arts de Dijon, Dijon
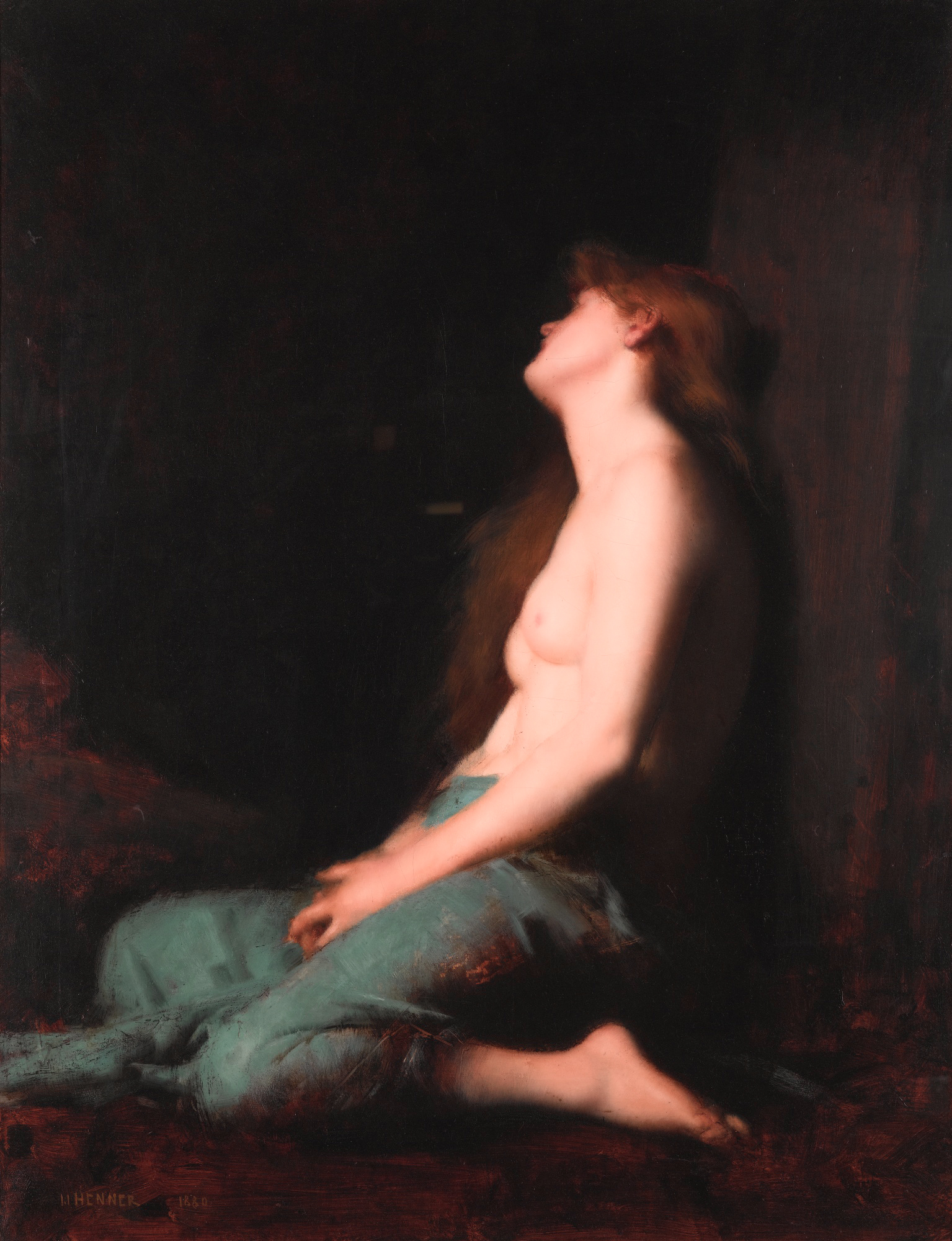
Penitent Magdalena, col·lecció privada- Cantor Arts Center, Stanford, California
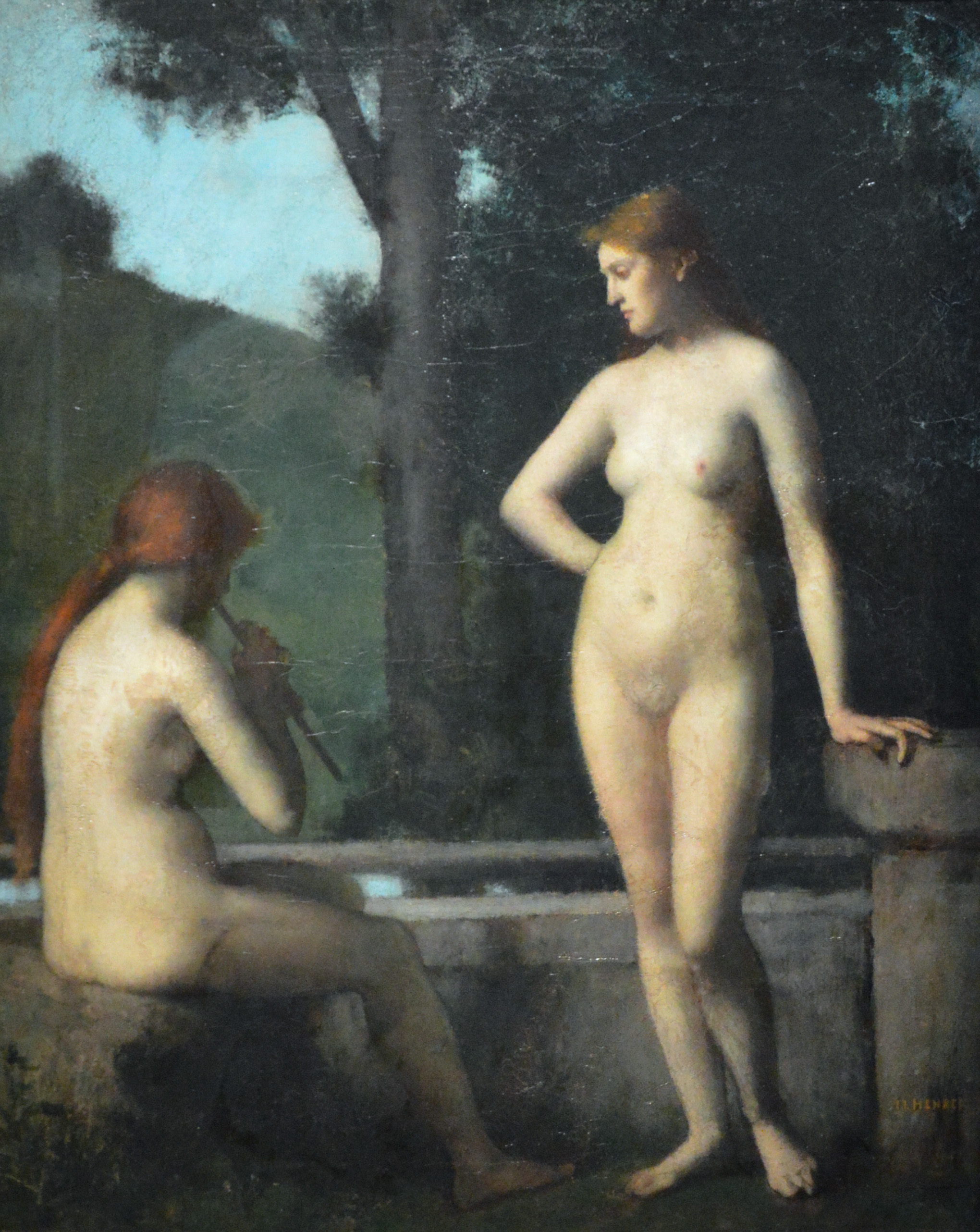
Idil·li Museu d'Orsay, Paris